# 25 décembre 2015
Le vendredi 25 décembre 2015 est le 359e jour de l'année 2015.

## Décès
- Ali Eid (né le 14 juillet 1940), homme politique libanais
- Geneviève Juttet (née le 4 août 1916), actrice française
- George Clayton Johnson (né le 10 juillet 1929), acteur américain
- Jacques Picard (né le 26 janvier 1925), biologiste marin et entomologiste français (1925-2015)
- Jason Wingreen (né le 9 octobre 1920), acteur américain
- Jean-Pierre Alba (né le 27 mars 1938), footballeur français
- Jean Francotte (né le 20 juillet 1925), architecte belge
- Leonid Gofshtein (né le 21 avril 1953), joueur d'échecs israélien
- Manuel Agujetas (né le 16 juin 1933), chanteur de flamenco gitan espagnol
- Marc Lagrange (né en 1957), photographe belge
- Philomène Bompoko Lomboto (née le 3 mars 1961), joueuse congolaise (RDC) de basket-ball
- Robert Spitzer (né le 22 mai 1932), psychiatre américain
- Sadhana Shivdasani (née le 2 septembre 1941), actrice indienne
- Zahran Allouche (né en 1970), rebelle syrien

## Événements
- Fin de la série télévisée Downton Abbey
- Diffusion de l'épisode spécial Les Maris de River Song
- Sortie du film Mr. Ove
- Début de la publication de la série Re:Zero kara Hajimeru Isekai Seikatsu
- Sortie du film The Revenant
- Sortie du film Very Bad Dads